# Christian Lopez
Christian Lopez (Aïn Témouchent, 15 de março de 1953) é um ex-futebolista francês de origem espanhola, nascido na Argélia. 
Ele competiu na Copa de 1978, sediada na Argentina, na qual a seleção de seu país terminou na 12º colocação dentre os 16 participantes. Participou também da Copa de 1982. Em sua carreira internacional, disputou 39 jogos e marcou apenas um gol, contra a Hungria, pela Copa de 1978, no jogo em que a França atuou com camisas listradas em verde e branco.
Por clubes, Lopez (pronuncia-se "Lopê") destacou-se mais no Saint-Etiénne, onde iniciou a carreira, em 1969. Passou também por Toulouse, Montpellier até se aposentar como jogador profissional em 1986. Encerrou a carreira definitivamente no ano seguinte, no UMS Montélimar, onde também exercia a função de técnico.